# El Copey (ort)
El Copey är en ort i Colombia.   Den ligger i departementet Cesar, i den norra delen av landet, 600 km norr om huvudstaden Bogotá. El Copey ligger 141 meter över havet och antalet invånare är 18 136.
Terrängen runt El Copey är platt åt sydväst, men åt nordost är den kuperad. Runt El Copey är det ganska glesbefolkat, med 32 invånare per kvadratkilometer. Närmaste större samhälle är Ariguaní, 11,8 km norr om El Copey. Omgivningarna runt El Copey är huvudsakligen savann.